# أل ميلر
أل ميلر (بالإنجليزية: Al Miller) (17 ديسمبر 1936 لبنان الولايات المتحدة - ) هو لاعب كرة قدم أمريكي يلعب كلاعب وسط.